# بوراچالو
بوراچالو یکی از قدیمی‌ترین و زیباترین روستاهای استان آذربایجان شرقی است که در دهستان جزیره بخش ایلخچی شهرستان اسکو واقع شده‌است.
یکی از مشهورترین چشمه های بوراچالو چشمه آنبان هست که در در ارتفاعات روستای بوراچالو قرار دارد. هر سال گردشگران، شکارچیان گنج و دانشجویان زیادی برای تفریح و تحقیق به این روستا می روند.گفته می شود مدفن هلاکوخان با گنج عظیم گمشده اش در حوالی این روستا قرار دارد. این روستا هر سال پسته، نخود، گردو، بادام و... تولید می کند.
مناطق قدیمی و باستانی، درختان، غار و چشمه های بوراچالو زمینه بازدید را برای گردشگران فراهم کرده و از اهمیت زیادی برخوردار است.
بورچالو یکی از طایفه های ایل قره پاپاق است.این روستا ۲۱۷ نفر جمعیت دارد.